# Ngỗng ngực đỏ
Ngỗng ngực đỏ (danh pháp hai phần: Branta ruficollis) là một loài chim trong họ Vịt.
Loài này đôi khi được tách ra trong Rufibrenta nhưng bề ngoài đủ gần với ngỗng cúi (Branta bernicla) để làm cho điều này không cần thiết, mặc dù có sự xuất hiện khác biệt của nó. Nó hiện đang được phân loại là dễ bị tổn thương bởi IUCN. Branta là một hình thức Latin hóa của tiếng Norse cổ Brandgás, "ngỗng (đen) ngỗng và ruficollis là từ rufus Latin" đỏ "và collis" cổ ". 

## Hình ảnh

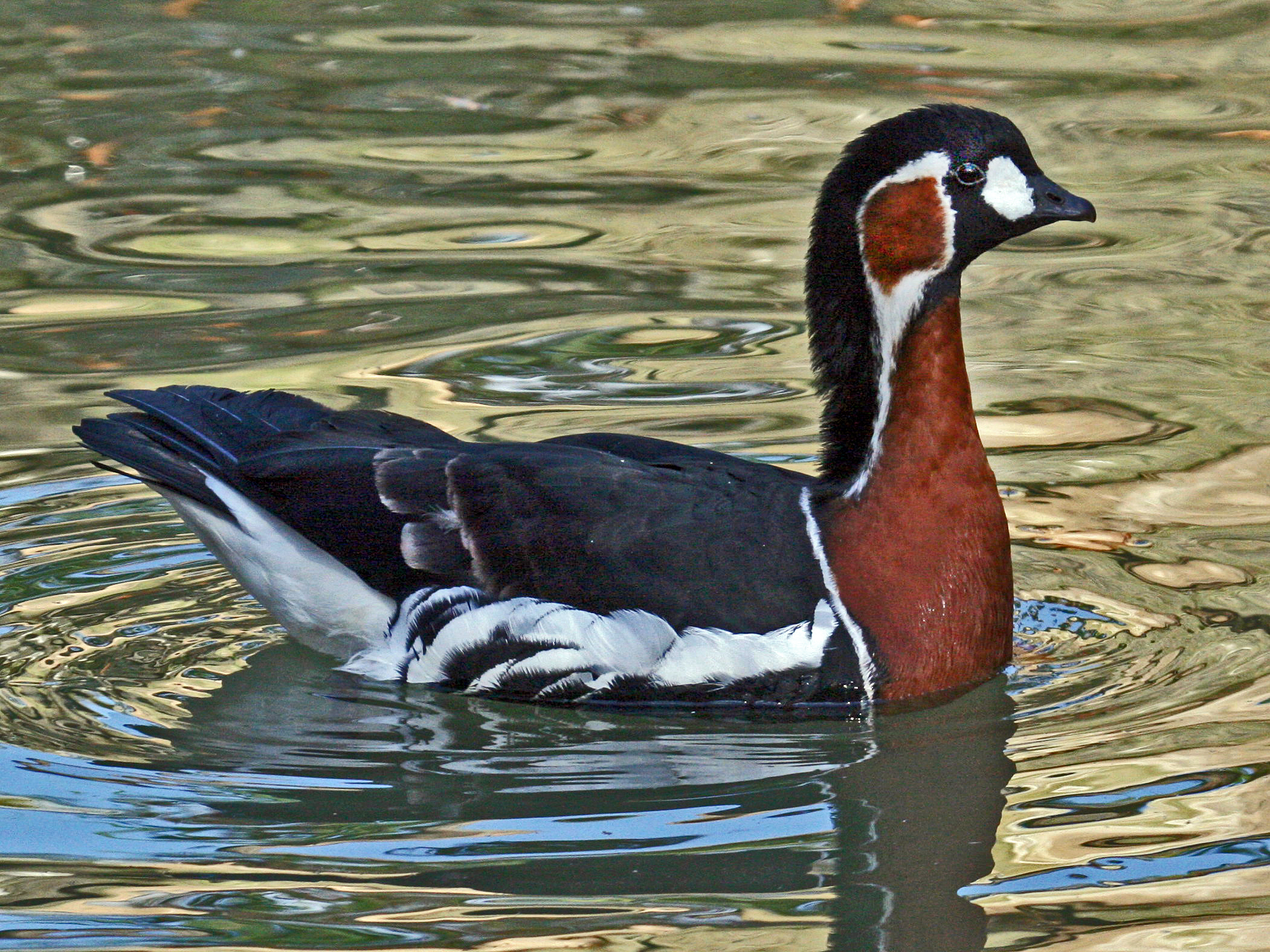
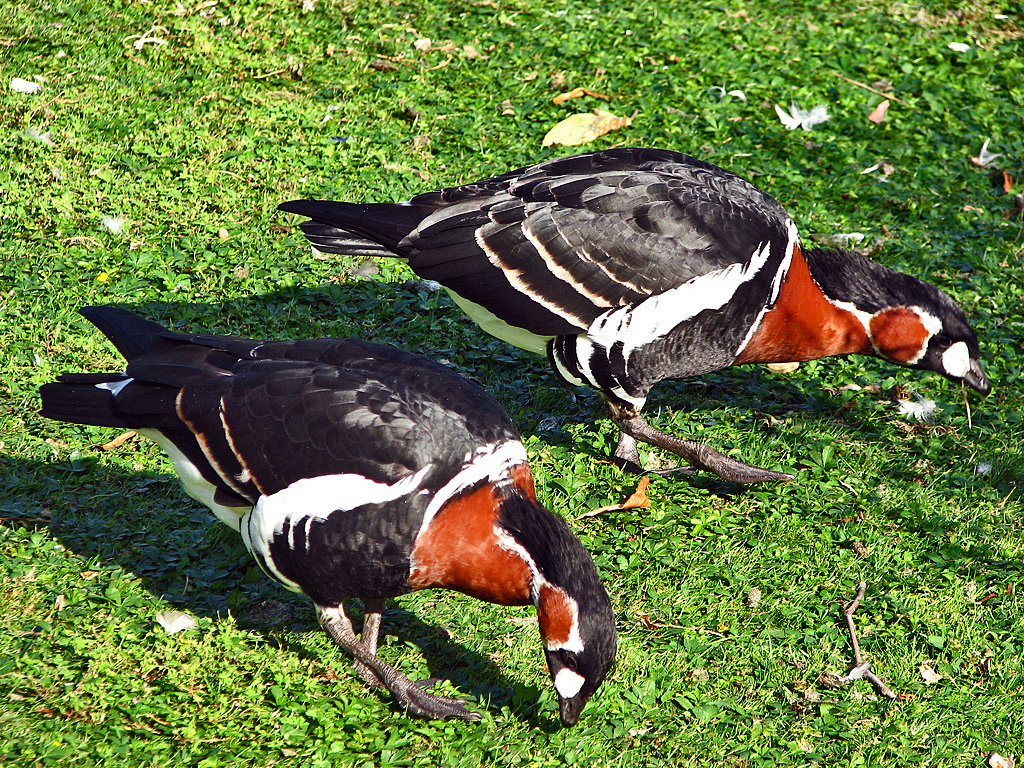
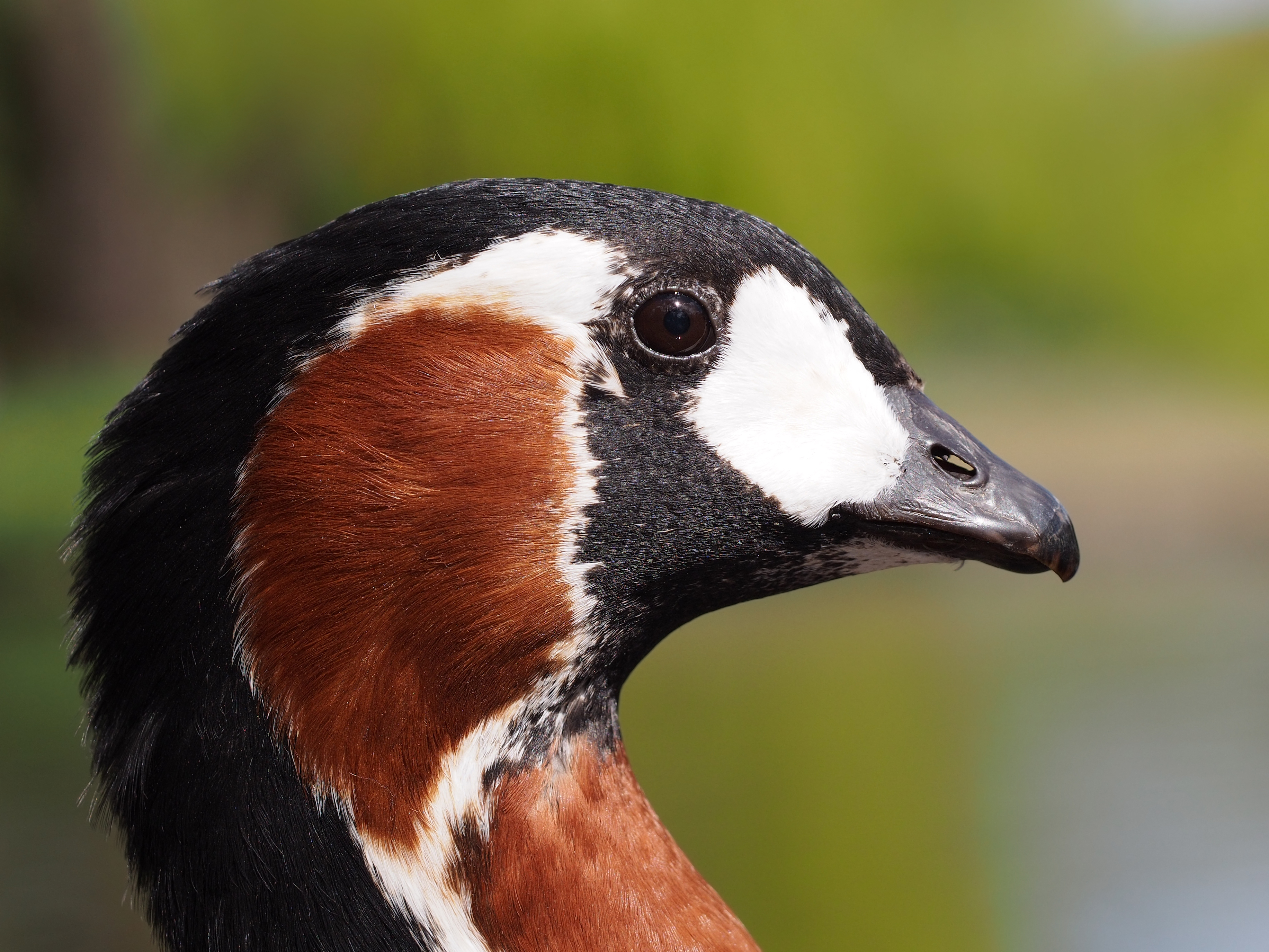
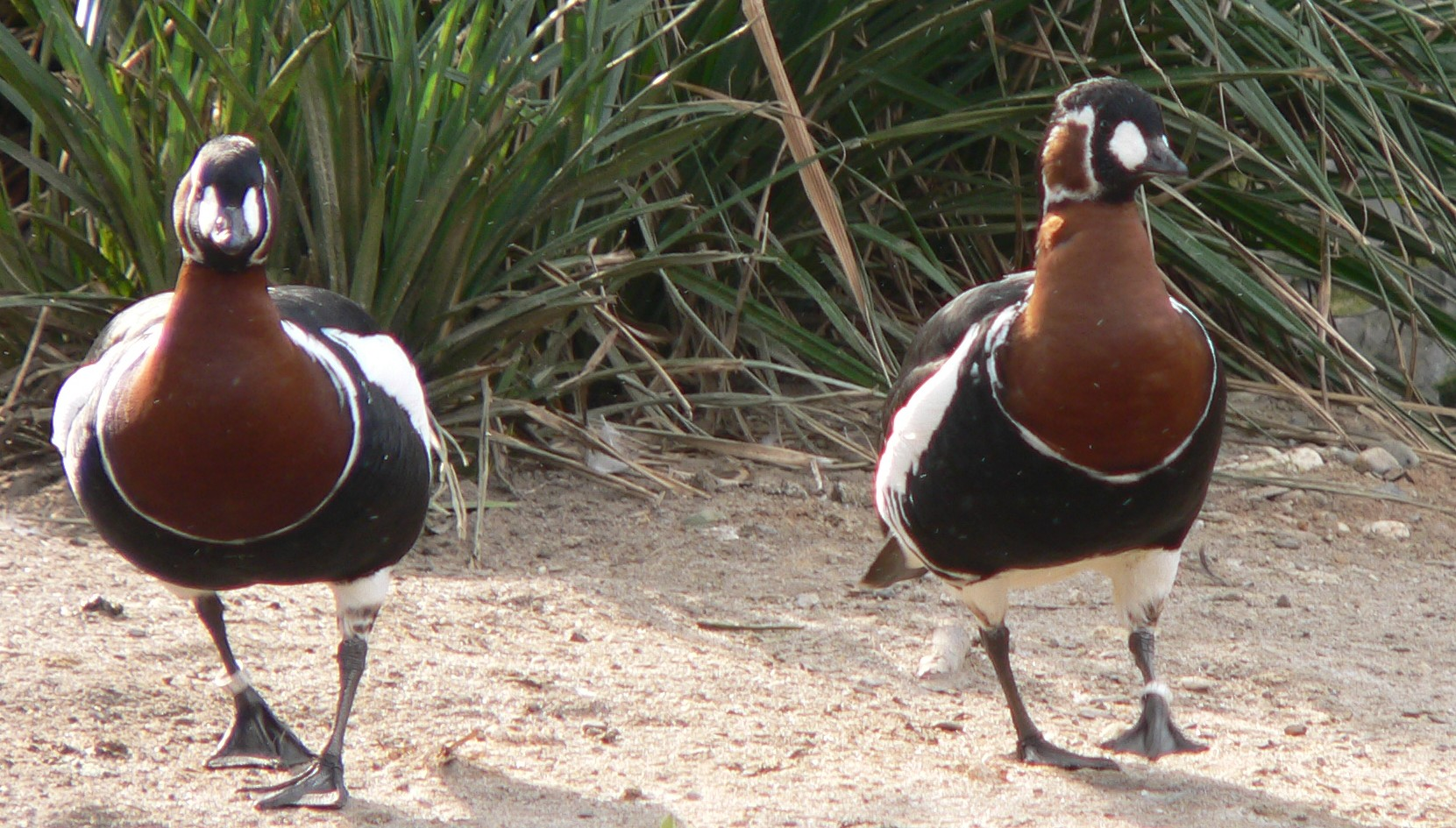
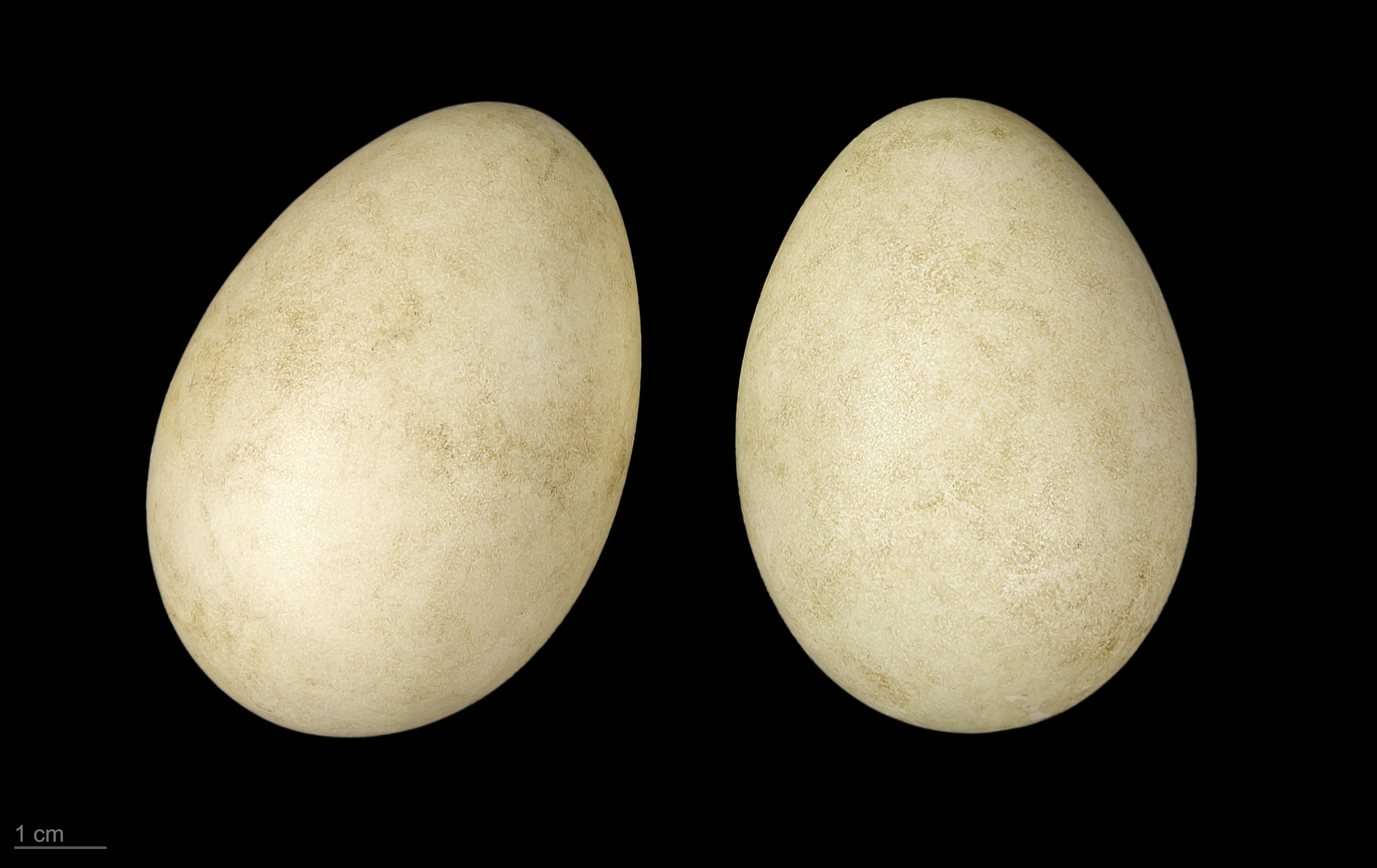
Museum specimen